# Dmitriy Gruzdev
Dmitriy Gruzdev (13 de marzo de 1986) es un ciclista profesional kazajo. Compitió por el equipo Astana Qazaqstan Team desde 2012 hasta 2024, equipo al que llegó en 2011 como stagiaire. Anteriormente también había corrido por equipos kazajos como el Capec (2006) y el Ulan (2008).
Especialista en contrarreloj, en 2011 fue campeón de su país, así como también ha sido vicecampeón de Asia en dos oportunidades y en la misma especialidad.

## Palmarés
2005
- 3.º en el Campeonato Asiático en Ruta

2007
- 2.º en el Campeonato de Kazajistán Contrarreloj

2008
- 1 etapa del Tour de Hainan

2009
- 3.º en el Campeonato de Kazajistán en Ruta

2011
- Campeonato de Kazajistán Contrarreloj
- 2.º en el Campeonato Asiático Contrarreloj

2012
- 2.º en el Campeonato Asiático Contrarreloj
- Campeonato de Kazajistán Contrarreloj
- Tour de Hainan, más 1 etapa

2014
- Campeonato Asiático Contrarreloj
- 3.º en el Campeonato Asiático en Ruta

2016
- Campeonato de Kazajistán Contrarreloj

2017
- Campeonato Asiático Contrarreloj

2019
- 2.º en el Campeonato de Kazajistán Contrarreloj
- 2.º en el Campeonato de Kazajistán en Ruta

2023
- 2.º en el Campeonato de Kazajistán Contrarreloj

2024
- 2.º en el Campeonato Asiático Contrarreloj
- Campeonato de Kazajistán Contrarreloj
- Campeonato de Kazajistán en Ruta

2025
- 2.º en el Campeonato Asiático Contrarreloj

## Resultados en Grandes Vueltas y Campeonatos del Mundo
| Carrera              | Carrera              | 2006 | 2007 | 2008 | 2009 | 2010 | 2011 | 2012 | 2013  | 2014  | 2015  | 2016  | 2017  | 2018  | 2019 | 2020 | 2021  | 2022  | 2023 | 2024 |
| -------------------- | -------------------- | ---- | ---- | ---- | ---- | ---- | ---- | ---- | ----- | ----- | ----- | ----- | ----- | ----- | ---- | ---- | ----- | ----- | ---- | ---- |
|                      | Giro de Italia       | —    | —    | —    | —    | —    | —    | —    | 146.º | —     | —     | —     | —     | —     | —    | —    | —     | —     | —    | —    |
|                      | Tour de Francia      | —    | —    | —    | —    | —    | —    | —    | —     | 130.º | 131.º | —     | 115.º | F. c. | —    | —    | 113.º | 113.º | —    | —    |
|                      | Vuelta a España      | —    | —    | —    | —    | —    | —    | —    | —     | —     | —     | 119.º | —     | —     | —    | 93.º | —     | —     | —    | —    |
| Mundial en Ruta      | Mundial en Ruta      | —    | —    | —    | —    | —    | —    | —    | —     | —     | —     | Ab.   | 128.º | —     | Ab.  | Ab.  | Ab.   | —     | Ab.  | —    |
| Mundial Contrarreloj | Mundial Contrarreloj | —    | —    | —    | —    | —    | 36.º | 6.º  | 19.º  | —     | —     | 40.º  | 38.º  | —     | —    | 32.º | 31.º  | —     | —    | —    |

—: no participa

F. c.: descalificado por "fuera de control"

Ab.: abandono